# Folkmordskonventionen
Konvention om förebyggande och bestraffning av brottet folkmord antogs av FN:s generalförsamling den 9 december 1948 som en av de första konventionerna att antas genom den nyskapade FN-organisationen. Den trädde ikraft 12 januari 1951. Konventionen förde för första gången in begreppet folkmord i internationell rätt. Bland annat Förintelsen och det armeniska folkmordet motiverade författarna till konventionen.
Folkmordskonventionen antogs som FN:s generalförsamlings resolution 260 (A/RES/260(III)[A]), den 9 december 1948, med 56 röster för, ingen röst mot, och 2 länder frånvarande vid röstningen.

## Historia
Antagandet av resolutionen hade föregåtts av intensivt kampanjande av bland andra den polsk-judiske juridikprofessorn Raphaël Lemkin. Under 1920-talet hade Lemkin engagerat sig för att ställa de ansvariga för massakrer på olika kristna grupper (bland annat armenier) i Osmanska riket till svars. Hans försök ledde dock ingenvart. Några år senare, 1933, föreslog han på en internationell konferens att två kategorier för internationella brott skulle inrättas: vad han kallade "vandalism", respektive "barbari". De föreslagna beskrivningarna av brotten omfattade medvetet utplånande av en folkgrupp och omfattade även utrotning av ett folks kulturella identitet. Lemkin argumenterade för att världen behövde en beredskap inför "brott som chockar samvetet". År 1944 beskrev han i boken Axis Rule in Occupied Europe fenomenet genocide, vad som på svenska kom att kallas folkmord.
20 länder skrev på konventionen vid dess öppnande för underskrifter 1948 men flera länders regeringar vägrade ratificera konventionen utan reservation mot dess artikel 9. Artikel 9 innebar att Internationella domstolen i Haag skulle få befogenhet att döma i tvister mellan stater gällande tolkning av konventionstexten, i de fall det egna landet var part i ärendet, såvida inte samtliga inblandade parterna hade gett sitt samtycke till att hänskjuta tvisten till domstolen. 
Ett av de allra första försöken att få till stånd ett rättsfall enligt konventionen gjordes av den amerikanska medborgarrättsgruppen Civil Rights Congress som i dokumentet We Charge Genocide 1951 menade att staten var direkt ansvarig för de raslagar och lynchningar som riktades mot afroamerikaner i landet. USA:s regering avfärdade kritiken som en kommunistisk konspiration och blockerade alla försök att driva fallet vidare. Det skulle dröja 50 år innan den första domen kom då Internationella Rwandatribunalen den 2 september 1998 fällde Jean-Paul Akayesu på nio punkter för folkmord. En av domarna i Akayesumålet var från Sverige, Lennart Aspegren.

## Medlemsstater
Drygt tre fjärdedelar av alla FN:s medlemsstater har ratificerat eller i efterhand anslutit sig till konventionen. Ett land, Dominikanska republiken, har endast skrivit under men ej ratificerat konventionen. Republiken Kina ratificerade konventionen 1951 och idag kan Taiwan därför ses som en inofficiell part till konventionen. Sverige ratificerade konventionen den 9 december 1952.
Av FN:s observatörsstater har ej Heliga stolen skrivit under men Palestina anslöts i april 2014.

## Uppföljning
Enligt artikel 6 faller upprätthållandet av konventionen i första hand på nationella domstolar och, då parter ej reserverar sig mot det, även på internationella tribunaler. Dessutom ska folkmord enligt artikel 7 ej räknas som ett politiskt brott i syfte att förhindra utlämning av misstänkta. Enligt artikel 12 får parter när de så önskar meddela FN:s generalsekreterare att konventionen fortsättningsvis ska appliceras på de icke-självstyrande territorier man kontrollerar, något som tidigt kritiserades för att kunna tolkas som att folkmord var fortsatt tillåtet i till exempel förvaltarskapsområden och kolonier. Först i och med Bosnienkriget på 1990-talet tog Internationella domstolen i Haag ställning till den territoriella frågan och kom fram till att stater enligt konventionen endast hade en skyldighet att lagföra personer som misstänks för folkmord om brottet begicks i det egna territoriet. Domstolen har samtidigt uttalat att innehållet i konventionen bygger på principer som redan existerar i internationell sedvanerätt och att även stater som inte har ratificerat konventionen har en skyldighet att ingripa mot brottet folkmord.
Internationella domstolen i Haag är enligt konventionens artikel 9 det FN-organ som ansvarar för att medla i tvister mellan stater gällande tolkning av konventionstexten. I övrigt saknas permanenta mekanismer för upprätthållandet av konventionen även om det inom internationell sedvanerätt idag finns normer som säger att världssamfundet har en skyldighet att skydda människor i andra länder från de grövsta av brotten mot folkrätten, även om man därmed tvingas bryta mot nationell suveränitet.

### Definition av folkmord
Folkmordskonventionens artikel 2 definierar folkmord som:
| ”                                                       | [...] envar av följande gärningar förövad i avsikt att helt eller delvis förinta en nationell, etnisk, rasmässigt bestämd eller religiös grupp såsom sådan nämligen, a) att döda medlemmar av gruppen; b) att tillfoga medlemmar av gruppen svår kroppslig eller själslig skada; c) att uppsåtligen påtvinga gruppen levnadsvillkor, som äro avsedda att medföra dess fysiska undergång helt eller delvis; d) att genomföra åtgärder, som äro avsedda att förhindra födelser inom gruppen; e) att med våld överföra barn från gruppen till annan grupp. | „ |
| – Folkmordskonventionen, svensk översättning från 1953. | |   |

### Lista över fall som av FN-organ erkänns som folkmord
Följande fall erkänns som folkmord av antingen FN:s generalförsamling eller FN:s kommission för mänskliga rättigheter.
- Folkmordet på herero- och namafolken 1904-1908.
- Armeniska folkmordet 1915-1916.
- Förintelsen 1941-1945.
- Porajmos 1943-1945.
- Folkmordet i Rwanda 1994.
- Massakern i Srebrenica 1995.